# Aleurotrachelus chikungensis
Aleurotrachelus chikungensis là một loài côn trùng cánh nửa trong họ Aleyrodidae, phân họ Aleyrodinae.
Aleurotrachelus chikungensis được Mound & Halsey miêu tả khoa học đầu tiên năm 1978.